# Municipio de Fishing River (condado de Clay)
El municipio de Fishing River (en inglés: Fishing River Township) es un municipio ubicado en el condado de Clay en el estado estadounidense de Misuri. En el año 2010 tenía una población de 11042 habitantes y una densidad poblacional de 58,99 personas por km².

## Geografía
El municipio de Fishing River se encuentra ubicado en las coordenadas 39°16′44″N 94°17′6″O / 39.27889, -94.28500. Según la Oficina del Censo de los Estados Unidos, el municipio tiene una superficie total de 187.17 km², de la cual 183.26 km² corresponden a tierra firme y (2.09%) 3.91 km² es agua.

## Demografía
Según el censo de 2010, había 11042 personas residiendo en el municipio de Fishing River. La densidad de población era de 58,99 hab./km². De los 11042 habitantes, el municipio de Fishing River estaba compuesto por el 92.3% blancos, el 2.93% eran afroamericanos, el 0.82% eran amerindios, el 0.49% eran asiáticos, el 0.17% eran isleños del Pacífico, el 0.84% eran de otras razas y el 2.44% pertenecían a dos o más razas. Del total de la población el 3.3% eran hispanos o latinos de cualquier raza.